# Ernst Löwenstein (Jurist)
Ernst Löwenstein (* 7. April 1881 in Jever; † 4. Juni 1974 in Canoga Park, Kalifornien) war ein deutscher Rechtsanwalt und Notar.

## Leben
Löwenstein wurde als Sohn jüdischer Eltern geboren. Zwischen 1891 und 1900 besuchte er das Mariengymnasium in Jever, das er mit dem Abitur abschloss. Im Anschluss studierte er an den Universitäten in Berlin, München und Leipzig Rechtswissenschaft. Seine Ausbildung wurde 1904/05 durch seine Einberufung zum Militärdienst in Halberstadt unterbrochen. Nach seinem juristischen Examen 1908 erhielt er seine Zulassung als Rechtsanwalt. Während des Ersten Weltkrieges kämpfte er von 1914 bis 1918 als Soldat für das Deutsche Reich an der Front, wofür ihm später das Ehrenkreuz für Frontkämpfer verliehen wurde. 1920 heiratete er Else de Boer, mit der er zwei Kinder hatte. Zusätzlich erhielt er 1921 seine Zulassung als Notar. Von 1922 bis 1933 war er in Oldenburg Vorstandsmitglied der Anwaltskammer und von 1929 bis 1933 Mitglied des Ehrengerichts. Um 1929 übernahm er den stellvertretenden Vorsitz der jüdischen Landgemeinde von Oldenburg.
Nach der Machtergreifung der Nationalsozialisten wurde im Zuge des Aufrufs zum Boykott jüdischer Geschäfte und Dienstleister vor seinem Büro in der Ortskrankenkasse Oldenburg ein Posten der SA aufgestellt. Öffentliche Plakate mit den Namen jüdischer Geschäftsleute enthielten auch seinen Namen. Am 1. Oktober 1935 untersagte ihm der Präsident des Oberlandesgerichtes Oldenburg Eduard Högl auf Anordnung des Reichsministeriums der Justiz die Fortführung seiner Geschäfte als Notar. Dreieinhalb Monate später erhielt er vom Ministerium seine Entlassung aus dem Amt. Ein Gesuch des nun finanziell Not leidenden Löwenstein auf Unterhaltszuschüsse lehnten die Behörden im Herbst 1936 ab.
In der Reichspogromnacht am 9. November 1938 wurde er verhaftet und in das KZ Sachsenhausen deportiert, aus dem er am 24. November 1938 wieder freikam. Mit der Fünften Verordnung zum Reichsbürgergesetz wurde ihm am 30. November 1938 auch seine Zulassung als Rechtsanwalt entzogen. Schließlich emigrierte er am 6. Januar 1939 in die Niederlande. Nach der Besetzung des Landes durch deutsche Truppen wurde Löwenstein in Amsterdam erneut verhaftet und saß vom 17. Oktober bis 21. November 1940 im Gefängnis. Auf Drohung der Gestapo mit Zwangsarbeit ließ sich 1941 seine Frau von ihm scheiden. Von 1942 bis 1944 half er in Amsterdam jüdischstämmigen Familien bei der Emigration.
Nach Kriegsende kehrte Löwenstein am 22. Oktober 1945 nach Deutschland zurück. Auf Antrag erhielt er seine Zulassungen als Rechtsanwalt und Notar zurück. Er wurde wieder Vorstandsmitglied der Anwaltskammer und Mitglied des Ehrengerichts. Zudem gehörte er als unabhängiger Abgeordneter von Januar bis November 1946 dem Ernannten Landtag von Oldenburg an. Am 2. April 1946 heiratete er seine Frau Else erneut und wurde im selben Jahr zum Vorsteher der jüdischen Gemeinde in Oldenburg gewählt.
Aus Angst vor einer Wiederkehr des Antisemitismus in Deutschland gab er im Mai 1951 seine Zulassung als Rechtsanwalt zurück und wanderte in die Vereinigten Staaten aus, wo er in Omaha (Nebraska) noch einige Jahre in seinem Beruf tätig war. Bis zu seinem Tod am 4. Juni 1974 kehrte er nicht mehr nach Deutschland zurück.